# Arthur Wellesley, I duca di Wellington
Sir Arthur Wellesley, I duca di Wellington (RP: ['ɑː.θəʳ 'welz.li]; Dublino, 1º maggio 1769 – Walmer, 14 settembre 1852), è stato un generale e politico britannico di origine irlandese.
Dopo aver iniziato la carriera militare combattendo in India, comandò le forze anglo-portoghesi durante la guerra d'indipendenza spagnola espellendo, dopo una serie estenuante di campagne dal 1809 al 1813, l'esercito francese dalla Spagna e raggiungendo la Francia meridionale.
Generale avveduto, metodico e riflessivo, alieno da slanci offensivi ma prudente e sagace nella manovra, il duca di Wellington adottò abili tattiche di battaglia sfruttando le capacità difensive delle sue truppe e nella penisola iberica ottenne una serie di brillanti vittorie contro i luogotenenti di Napoleone, nonostante le grandi difficoltà organizzative e la limitatezza dei suoi mezzi.
Vittorioso e salutato come un eroe in patria, prese parte come rappresentante del suo paese al Congresso di Vienna. Dopo il ritorno di Napoleone Bonaparte dall'isola d'Elba, assunse il comando delle forze anglo-alleate schierate in Belgio. 
Nella campagna del 1815 in Belgio fu sorpreso dalla rapidità delle manovre iniziali di Napoleone e dovette combattere una drammatica battaglia difensiva a Waterloo; la sua solidità di spirito e il coraggio dei suoi soldati gli permisero di resistere fino all'intervento decisivo dell'esercito prussiano. L'arrivo delle truppe di Gebhard Leberecht von Blücher determinò la sconfitta definitiva dell'imperatore francese.
Wellington fu anche per due volte primo ministro del Regno Unito di Gran Bretagna e Irlanda.
Il suo nome è stato associato a un tipo di stivale (lo stivale Wellington), a un bombardiere inglese della seconda guerra mondiale (il Vickers Wellington), ad un secondo piatto (il filetto alla Wellington) e in suo onore è stata nominata la capitale della Nuova Zelanda (prima fu "Port Nicholson").

## Biografia

### Gli anni giovanili
Wellington nacque con il nome di Arthur Wesley a Dublino, presso la tenuta di Mornington House, o nella residenza familiare di Dungan Castle, vicino a Trim, contea di Meath, da una famiglia protestante della piccola nobiltà, di lontane radici inglesi. Era il quarto dei cinque figli di Garret Wesley, I conte di Mornington. L'esatta data di nascita è avvolta da un alone di incertezza; egli stesso celebrava il suo compleanno il 1º maggio, ma il registro parrocchiale di St. Peter, a Dublino, riporta il battesimo al 30 aprile. La famiglia cambiò più tardi la forma del cognome in "Wellesley", che il fratello maggiore Richard considerava l'antica e propria grafia, nel 1798.
Il giovane Arthur fu educato ad Eton dal 1781 al 1785, ma la sua poco brillante condotta negli studi e alcune traversie economiche lo costrinsero a proseguire la sua istruzione a Bruxelles, in Belgio.
Prima dei vent'anni Wellington non mostrò segni di distinzione. Sua madre lo avviò alla carriera militare. Divenne un accanito giocatore d'azzardo, dedito al bere, e un gran donnaiolo. S'innamorò della figlia di un altro nobile anglo-irlandese, Catherine Pakenham, chiedendone la mano, ma la famiglia di lei rigettò la proposta, asserendo che egli era un giovane senza prospettive. Lo shock di questo rifiuto destò in lui la volontà di cambiare le smodate abitudini: diminuì notevolmente il bere, smise di giocare d'azzardo e, episodio rimasto assai famoso, bruciò il suo amato violino che era abituato a suonare durante le baldorie giovanili. Incominciò anche da autodidatta un rigido studio dell'arte della guerra, materia che non era insegnata nelle accademie militari britanniche.
Partì volontario per le campagne militari nei Paesi Bassi e nelle Indie orientali, ottenendo spettacolari successi e salendo in un decennio sino al rango di maggior generale, vincendo tutte le battaglie e ricavando una fortuna dalle considerevoli ricompense in denaro da parte dei vari raja, alleati della Corona.

#### L'inizio della carriera militare

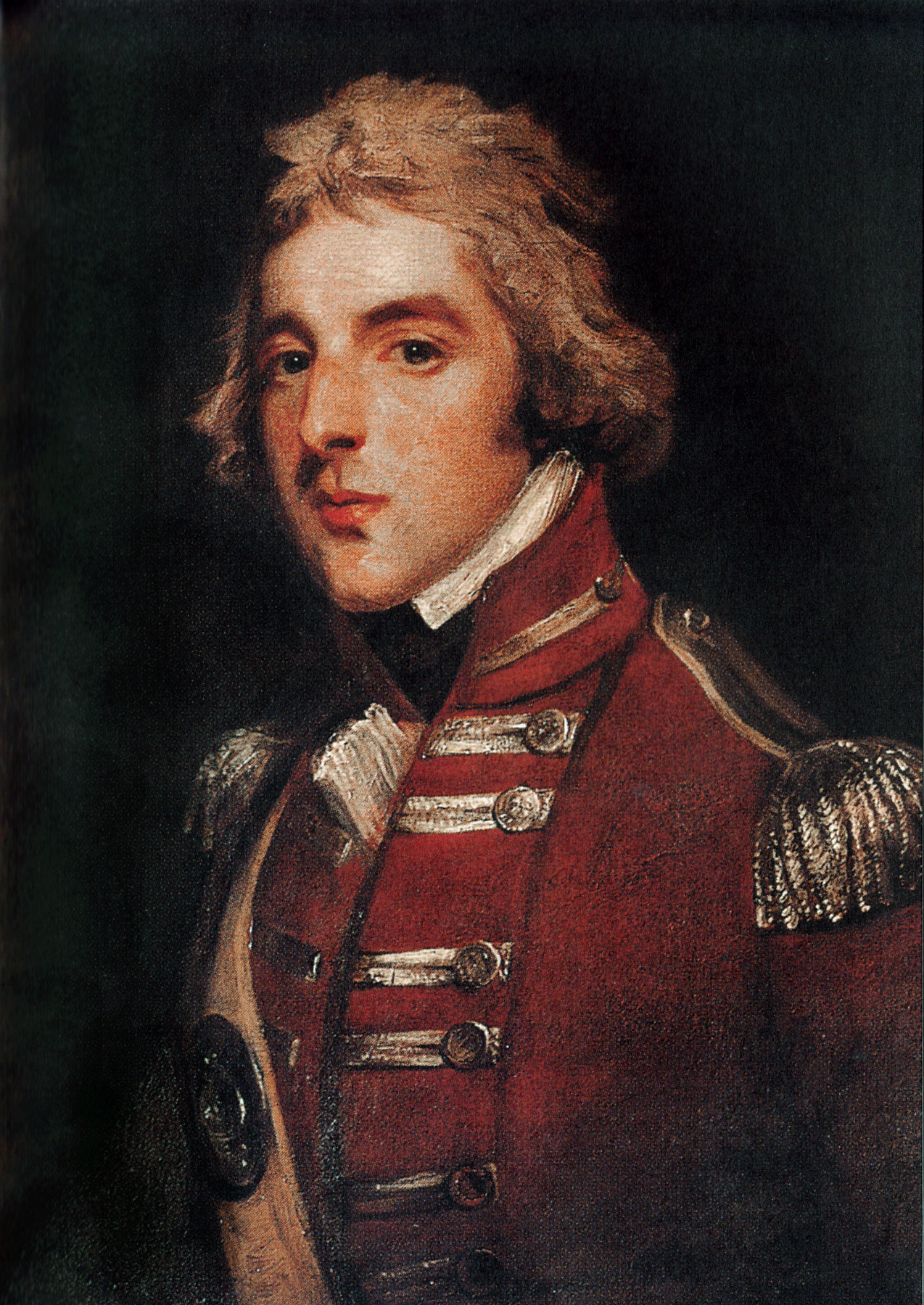
Wellington nel 1795

Nel 1787 sua madre e suo fratello Richard acquistarono per il giovane Arthur il grado di alfiere nel 73º Reggimento di fanteria. Dopo aver ricevuto l'addestramento in Inghilterra, frequentò l'Accademia militare di equitazione di Angers, in Francia. Il suo primo incarico fu quello di aiutante di campo di due viceré d'Irlanda, tra il 1787 ed il 1793, ma i suoi uffici erano più politici che militari. Fu promosso tenente nel 1788. Due anni più tardi venne eletto come membro indipendente per la sede familiare di Trim nella Camera dei Comuni irlandese, posizione che ricoprì per sette anni. Salì rapidamente di grado (in buona misura attraverso il sistema dell'acquisto, a quei tempi permesso e perfino richiesto per quel che riguardava gli ufficiali dell'esercito britannico), diventando tenente colonnello nel 33º Reggimento di fanteria nel 1793. Partecipò alla sfortunata campagna anti-francese guidata dal Duca di York nei Paesi Bassi tra il 1794 ed il 1795 e fu presente alla battaglia di Boxtel. Ricordò in seguito: «Appresi ciò che non dovevo fare, e questa è una notevole lezione».
Nel 1796, dopo la promozione a colonnello, seguì il suo reggimento nelle Indie Orientali. L'anno seguente suo fratello maggiore Richard fu nominato governatore generale dell'India e, allo scoppio della guerra (1798) contro il sultano di Mysore, Arthur Wellesley divenne comandante di divisione. Al contempo, fu nominato governatore di Shrirangapattana e di Mysore, incarichi conservati fino al 1805. Combatté a Shrirangapattana, Assaye, Argaum ed assalì la fortezza di Gawilghur.
A seguito di tale vittoriosa campagna, gli fu affidato il comando supremo, politico e militare, del Deccan; occupando tale posizione, sconfisse il capo predone Dhundia Wagh (che per ironia della sorte evase da Seringapatam durante l'ultima battaglia della guerra contro Mysore) e sbaragliò i principi Marathi (popolazione del Maharashtra che parla una lingua indo-aria) nella sanguinosa battaglia di Assaye (1803).
Nel 1804, ricevette l'onorificenza di cavaliere, la prima di numerose altre che avrebbero costellato la sua vita. Al termine dell'incarico di governatore delle Indie del fratello, 1805, entrambi fecero ritorno in patria, e furono costretti a difendere il loro imperialistico (e dispendioso) impiego delle forze inglesi in India (il primo discorso di Wellington in Parlamento fu proprio in difesa del fratello).
Wellington fu eletto membro del parlamento per Rye (East Sussex) nella Camera dei Comuni per sei mesi nel 1806; l'anno successivo ebbe la stessa nomina per Newport, zona che rappresentò per due anni. Era un esponente del Partito Tory per il quale rivestì anche molti altri importanti incarichi nel medesimo periodo.
Tuttavia, la sua carriera politica era destinata ad interrompersi bruscamente, poiché dovette prendere parte alle guerre napoleoniche, nell'ambito di una spedizione in Europa continentale.

### Le guerre napoleoniche

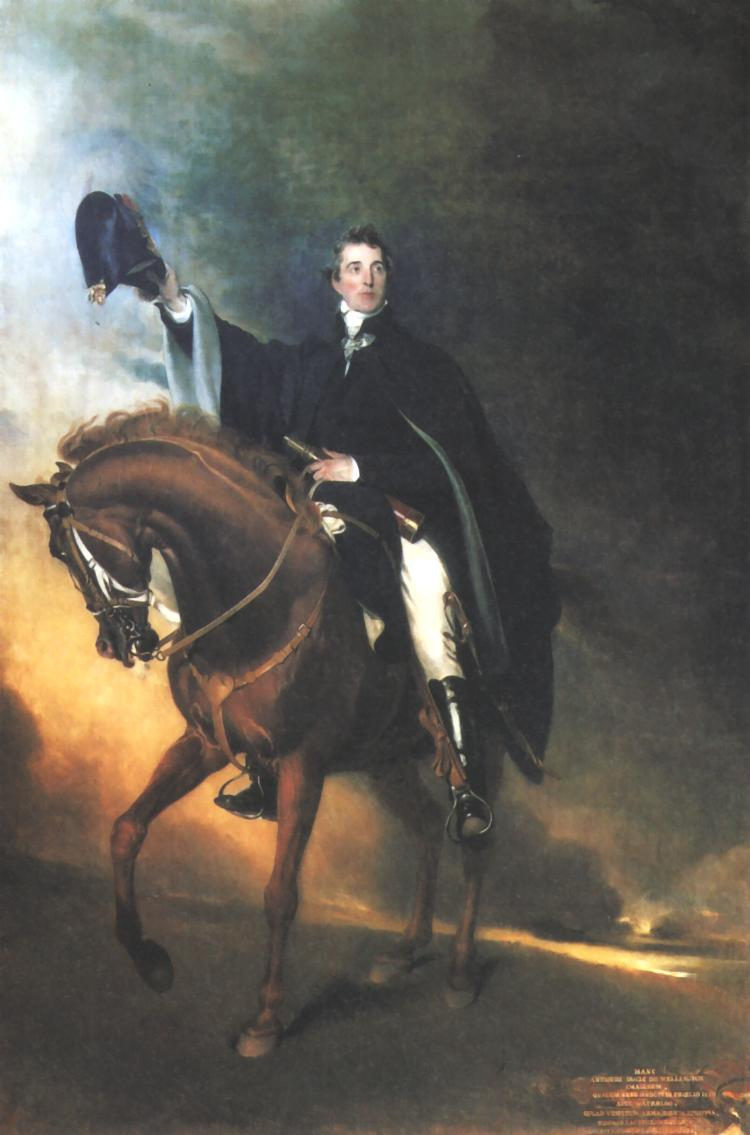
Lawrence, Il Duca di Wellington a cavallo di Copenaghen. Olio su tela, 1818.

Negli anni successivi Wellington affrontò gli eventi che ne determinarono il grande rilievo storico. Dal 1789 in Francia aveva avuto luogo la rivoluzione e, dopo aver assunto il governo nel 1799, Napoleone Bonaparte aveva ben presto raggiunto un potere tale da minacciare con i suoi eserciti gran parte dell'Europa. Il governo inglese si affannava alla ricerca di una via per far cessare la minaccia Napoleone e Wellington contribuì a fornire una risposta definitiva a questa esigenza.
Dapprima fu nominato vice-comandante della spedizione in Danimarca (1807), che presto lo condusse alla promozione a tenente generale ed a un trasferimento nella campagna della guerra d'indipendenza spagnola. Sebbene tale campagna non stesse andando particolarmente bene, era l'unico luogo in cui inglesi e portoghesi fossero riusciti ad impegnare in combattimento sulla terraferma la Francia e i suoi alleati. Wellington aveva sottoposto a lord Castlereagh un memorandum sulla difesa del Portogallo ed egli lo mise a capo di una forza di spedizione.
Subito Wellesley sconfisse i francesi del generale Junot a Roliça ed a Vimeiro nel 1808. La conseguente convenzione di Sintra stabilì che l'esercito inglese avrebbe trasportato i francesi fuori da Lisbona con tutto il bottino; le conseguenti polemiche in patria fecero sì che Wellesley fu per breve tempo richiamato in Inghilterra.
Nel frattempo Napoleone stesso aveva guidato la riconquista della Spagna con i suoi veterani e quando sir John Moore, comandante in capo dell'esercito anglo-portoghese in Spagna, morì durante la battaglia di La Coruña, Wellington gli succedette nella guida di tutte le forze britanniche in Portogallo.
Tornato in Spagna nell'aprile del 1809, sconfisse gli eserciti di Giuseppe Bonaparte (fratello maggiore di Napoleone) nella battaglia de Talavera. Per tale vittoria, fu insignito del titolo nobiliare di "Visconte Wellington" di Talavera e di Wellington (città dell'Inghilterra sud-occidentale nella Contea di Somerset).
Quando i francesi al comando del maresciallo Massena invasero di nuovo il Portogallo (1810), Wellington ne rallentò l'avanzata nella battaglia del Buçaco, per poi impedire loro la conquista della penisola di Lisbona grazie all'efficacia delle linee difensive di Torres Vedras appena terminate, unitamente alla protezione navale fornita dalla Marina di Sua Maestà (l'incruenta battaglia di Lisbona). Le forze d'invasione francesi, demoralizzate ed affamate, furono costrette a ripiegare dopo sei mesi. Lord Wellington continuò la sua marcia fino ad espellere completamente i francesi dal Portogallo nel 1811, con le battaglie di Fuentes de Oñoro e Albuera.
Nel maggio 1811 divenne "Conte di Wellington" per i servigi resi alla Corona in Portogallo. Compì delle rapide spedizioni in Spagna, appoggiato dai ribelli, e penetrò in Castiglia dove fece letteralmente a pezzi l'armata del maresciallo Marmont nella battaglia di Salamanca (ove tra l'altro morì il grande generale di cavalleria inglese John Gaspard Le Marchant). Per tale grande vittoria fu nominato "Marchese di Wellington" il 3 ottobre. Entrò così trionfalmente a Madrid, tra le ovazioni della popolazione, e qui ottenne la resa della città da parte di Giuseppe Bonaparte (1812).
Ritornato in Portogallo, un contrattacco francese mise gli inglesi in momentanea difficoltà, ma lord Wellington riprese subito il comando delle forze alleate in Spagna. Approfittando del ritiro di molte truppe francesi impegnate nella campagna di Russia, Wellington condusse una nuova offensiva su larga scala nel 1813, che culminò nella battaglia di Vitoria (celebrata da Beethoven ne La vittoria di Wellington op. 91), dove con un'abile manovra strinse in una tenaglia tre intere armate francesi poste sotto il comando nominale di Giuseppe Bonaparte; respinti così i francesi dalla Spagna, venne promosso maresciallo di campo e valicò con l'intero esercito i Pirenei, dove si scontrò nuovamente con le armate francesi. Annientata ogni resistenza, invase la Francia ed alla fine sconfisse i francesi nella battaglia di Tolosa (1814), mentre intanto Napoleone, battuto a Lipsia il 14 ottobre, firmava la propria abdicazione a Fontainebleau e veniva esiliato sull'isola d'Elba.
Salutato come un eroe conquistatore, Wellington divenne duca, un titolo tuttora vantato dai suoi successori. Fu presto nominato ambasciatore in Francia, poi prese il posto di lord Castlereagh quale primo plenipotenziario al Congresso di Vienna ed appoggiò la richiesta di Talleyrand affinché fosse concesso alla Francia di mantenere il proprio posto nell'equilibrio delle potenze europee.
Il 26 febbraio 1815 Napoleone fuggì dell'Elba eludendo la sorveglianza della flotta britannica e fece ritorno in Francia, acclamato dalla popolazione. Ripreso il controllo del paese, dovette affrontare una risorta alleanza contro di lui.

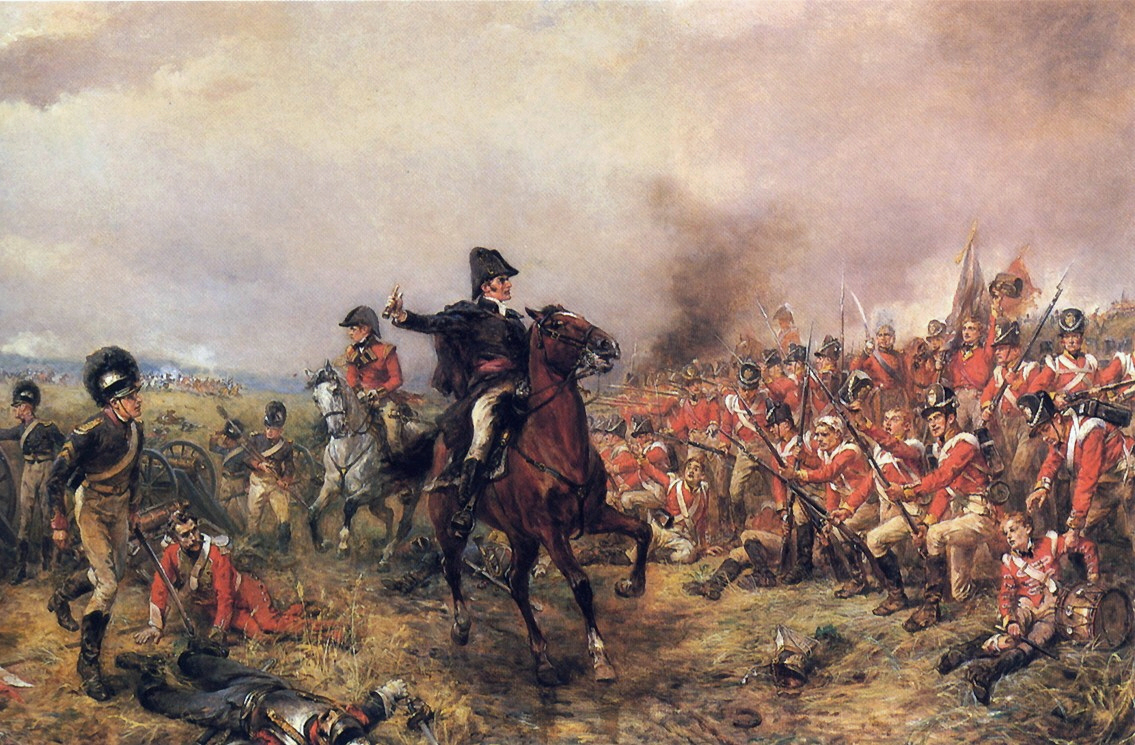
Wellington a Waterloo

Wellington lasciò Vienna per assumere il comando dell'Armata dei Paesi Bassi (formata da contingenti britannici, olandesi e di vari principati tedeschi) durante la campagna di Waterloo. Arrivò in Belgio ai primi di aprile, con le forze prussiane guidate dal feldmaresciallo Gebhard Leberecht von Blücher.
Wellington venne sorpreso dalla improvvisa e massiccia offensiva di Napoleone a nord di Charleroi e, avendo interpretato male i piani dell'imperatore, inizialmente diramò ordini totalmente errati alle sue truppe che prevedevano di effettuare una concentrazione a ovest di Bruxelles, a copertura di Mons e delle coste della Manica. Manovrando in questo modo egli si sarebbe allontanato dall'esercito prussiano, favorendo i piani di Napoleone di avanzata al centro per sconfiggere separatamente i due eserciti avversari. Egli inoltre trascurò di far presidiare l'importante incrocio stradale di Quatre-Bras, che fu occupato dai britannici solo grazie a un'azione personale non autorizzata di un ufficiale subordinato. Nelle prime ore del 16 giugno, dopo aver partecipato al ballo della duchessa di Richmond a Bruxelles, il duca, raggiunto da nuove informazioni, comprese finalmente l'errore commesso e diramò nuovi ordini per raggruppare le sue forze sul lato orientale, cercando di collegarsi con i prussiani.
Respinti i francesi del maresciallo Ney nella sanguinosa battaglia di Quatre-Bras (16 giugno), ove perì anche il duca Federico Guglielmo di Brunswick, Wellington fu costretto a ritirarsi verso Bruxelles (da dove nel frattempo la corte reale se ne era andata alla volta di Anversa) a causa della sconfitta subita dai prussiani a Ligny ad opera di Napoleone stesso. Due giorni dopo, il 18 giugno, Wellington affrontò Napoleone presso Mont-Saint-Jean, non lungi da Waterloo, dove, con il determinante aiuto dei corpi prussiani dei generali Friedrich Wilhelm von Bülow e Hans von Ziethen sconfisse infine l'imperatore. Napoleone abdicò di nuovo il 22 giugno e si arrese agli inglesi che, per evitare altre sue fughe, lo deportarono nella remota isola di Sant'Elena nell'Oceano Atlantico.
In seguito Wellington salvò Bonaparte dalla vendetta prussiana e si schierò contro il Congresso di Vienna, opponendosi risolutamente a qualsiasi decisione di condanna a morte per l'imperatore francese.

### Ultimi anni

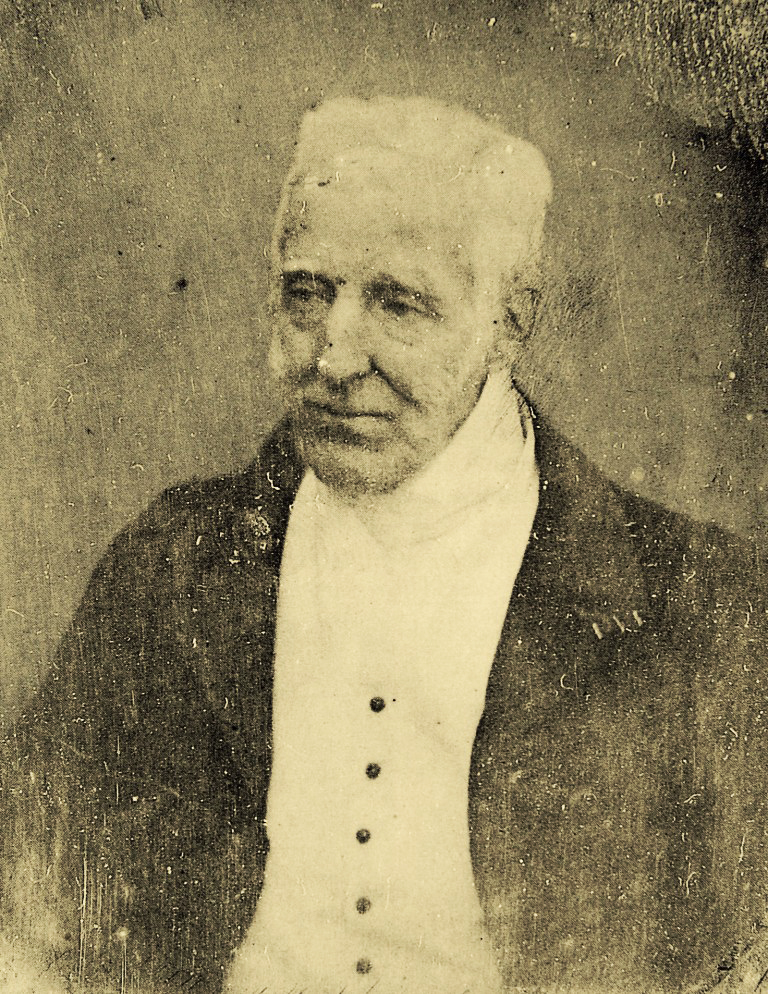
Dagherrotipo del duca di Wellington

Wellington trascorse il suo ultimo incarico militare attivo come comandante in capo dell'esercito alleato che occupò la Francia dal 1815 al 1818, tornando poi a casa per iniziare la sua carriera politica.
Wellington fu per due volte primo ministro del Regno Unito (dal 22 gennaio 1828 al 22 novembre 1830 e dal 17 novembre al 9 dicembre 1834) ed un importante esponente della fazione dei Tories. In tale veste, Wellington fece approvare dal Parlamento una nuova legge sul grano che autorizzava le importazioni in qualunque momento e introduceva un sistema di dazi governativi variabili, avvantaggiando così i consumatori, ma suscitando forte malcontento tra i grandi proprietari fondiari. Un provvedimento importante del suo gabinetto fu però il decreto, varato nel 1829 su proposta del Ministro dell'Interno Robert Peel, di emancipazione dei cattolici, che riconosceva loro il diritto di sedere alla Camera dei comuni. Questa decisione era stata presa per meglio sedare le varie agitazioni politiche interne dell'Irlanda cattolica, insofferente al dominio di Londra, ma la situazione sull'isola, benché migliorasse, rimase estremamente tesa e confusa.
In politica estera Wellington cercò di porre il Regno Unito come ago della bilancia nel delicato scacchiere europeo, scosso dalla Rivoluzione di luglio del 1830 che aveva spodestato dal trono francese Carlo X e che aveva acceso le rivendicazioni nazionalistiche in Belgio, allora unito ai Paesi Bassi nel Regno Unito dei Paesi Bassi. Per questo, il 4 novembre 1830 convocò a Londra una conferenza di grandi potenze europee per decidere una soluzione accettabile: all'inizio del 1831 la conferenza infine decise di riconoscere le richieste indipendentistiche belghe e di trasformare il Paese in un regno indipendente, separato dai Paesi Bassi e sotto la corona di Leopoldo di Sassonia-Coburgo-Gotha. Wellington però non poté assistere alla conclusione, perché si dimise il 17 novembre dello stesso anno, dopo le elezioni parlamentari che riportarono al potere il partito dei Whig dopo oltre cinquanta anni; si formò dunque un governo di coalizione tra whig e torie liberali presieduto da lord Charles Grey. Wellington tornò brevemente alla ribalta politica nel biennio 1834-1835, quando fu ministro degli Esteri del gabinetto Peel e poi, dal 1841 al 1846, ministro senza portafoglio nello stesso governo. Ritiratosi infine dalla vita pubblica, il militare inglese nel 1842 fu nominato comandante supremo a vita dell'esercito britannico, in riconoscimento dei suoi meriti di guerra.
Morì nel 1852 nel castello di Walmer e ricevette sepoltura nella cattedrale di San Paolo a Londra.

## Matrimonio e discendenza
Al suo ritorno in Irlanda dalle Indie orientali nel 1804, rinnovò subito la proposta di matrimonio a Catherine Pakenham prima di rivederla e probabilmente senza aver avuto alcuna corrispondenza con lei per quasi dieci anni.
Il matrimonio durò sino alla morte di lei, avvenuta nel 1831, dando alla coppia due figli. Il primogenito Arthur ereditò il titolo di duca, mentre il più giovane Charles divenne un uomo politico.

## Ascendenza
|                                          |              |                         | Genitori           |  |  | Nonni |  |  | Bisnonni     |  |  | Trisnonni     |  |
|                                          |              |                         |                    |  |  |       |  |  | Henry Colley |  |  | Dudley Colley |  |
|                                          |              |                         |                    |  |  |       |  |  | Henry Colley |  |  | Dudley Colley |  |
|                                          |              | Anne Warren             |                    |  |  |       |  |  | Henry Colley |  |  |               |  |
| Richard Wesley, I barone Mornington      |              |                         |                    |  |  |       |  |  | Henry Colley |  |  |               |  |
|                                          |              | Mary Ussher             | William Ussher     |  |  |       |  |  |              |  |  |               |  |
|                                          |              | Mary Ussher             | William Ussher     |  |  |       |  |  |              |  |  |               |  |
|                                          |              | Mary Ussher             | Ursula St. Barbe   |  |  |       |  |  |              |  |  |               |  |
| Garret Wesley, I conte di Mornington     |              | Mary Ussher             |                    |  |  |       |  |  |              |  |  |               |  |
|                                          |              | John Sale               | …                  |  |  |       |  |  |              |  |  |               |  |
|                                          |              | John Sale               | …                  |  |  |       |  |  |              |  |  |               |  |
|                                          |              | John Sale               | …                  |  |  |       |  |  |              |  |  |               |  |
| Elizabeth Sale                           |              | John Sale               |                    |  |  |       |  |  |              |  |  |               |  |
|                                          |              | Ellinor Desminières     | Robert Desminières |  |  |       |  |  |              |  |  |               |  |
|                                          |              | Ellinor Desminières     | Robert Desminières |  |  |       |  |  |              |  |  |               |  |
|                                          |              | Ellinor Desminières     | Elizabeth          |  |  |       |  |  |              |  |  |               |  |
| Arthur Wellesley, I duca di Wellington   |              | Ellinor Desminières     |                    |  |  |       |  |  |              |  |  |               |  |
|                                          | Michael Hill | William Hill            |                    |  |  |       |  |  |              |  |  |               |  |
|                                          | Michael Hill | William Hill            |                    |  |  |       |  |  |              |  |  |               |  |
|                                          | Michael Hill | Eleanor Boyle           |                    |  |  |       |  |  |              |  |  |               |  |
| Arthur Hill-Trevor, I visconte Dungannon | Michael Hill |                         |                    |  |  |       |  |  |              |  |  |               |  |
|                                          |              | Anne Trevor             | John Trevor        |  |  |       |  |  |              |  |  |               |  |
|                                          |              | Anne Trevor             | John Trevor        |  |  |       |  |  |              |  |  |               |  |
|                                          |              | Anne Trevor             | Jane Mostyn        |  |  |       |  |  |              |  |  |               |  |
| Anne Hill-Trevor                         |              | Anne Trevor             |                    |  |  |       |  |  |              |  |  |               |  |
|                                          |              | Edmund Francis Stafford | Francis Stafford   |  |  |       |  |  |              |  |  |               |  |
|                                          |              | Edmund Francis Stafford | Francis Stafford   |  |  |       |  |  |              |  |  |               |  |
|                                          |              | Edmund Francis Stafford | Sarah MacDonnell   |  |  |       |  |  |              |  |  |               |  |
| Anne Stafford                            |              | Edmund Francis Stafford |                    |  |  |       |  |  |              |  |  |               |  |
|                                          |              | Penelope Leslie         | Henry Leslie       |  |  |       |  |  |              |  |  |               |  |
|                                          |              | Penelope Leslie         | Henry Leslie       |  |  |       |  |  |              |  |  |               |  |
|                                          |              | Penelope Leslie         | Margaret Beaghan   |  |  |       |  |  |              |  |  |               |  |
|                                          |              | Penelope Leslie         |                    |  |  |       |  |  |              |  |  |               |  |